# Ostrożnie z dziewczynami
Ostrożnie z dziewczynami (ang. The Sweetest Thing) – amerykańska komedia filmowa z 2002 roku, wyreżyserowana przez Rogera Kumble’a do scenariusza Nancy Pimental.

## Zarys fabularny
Piękna Christina Walters i jej dwie rozrywkowe przyjaciółki – Courtney i Jane, uwielbiają seks i nocne życie. W najpopularniejszym klubie w mieście Christina nieoczekiwanie poznaje Petera, którego uznaje za miłość swojego życia. Następnego dnia dziewczyna odkrywa, że Peter wyjechał z miasta. Zakochana w nim Christina razem z Courtney wyrusza na szaloną wyprawę, by go odnaleźć.

## Obsada
- Cameron Diaz: Christina Walters
- Christina Applegate: Courtney Rockcliffe
- Selma Blair: Jane Burns
- Thomas Jane: Peter Donahue
- Jason Bateman: Roger Donahue
- Sybil Temtchine: Rebecca
- Parker Posey: Judy Webb
- Frank Grillo: Andy
- Johnny Messner: Todd
- James Mangold: doktor Greg
- Mitch Mullany: Craig
- Georgia Engel: Vera